# وایکینگ پالم
وایکینگ پالم (به سوئدی: Viking Palm) (زاده ۱۲ اکتبر ۱۹۲۳ - درگذشته ۱۹ ژانویه ۲۰۰۹) کشتی گیر کشور سوئد است.